# Raionul Bilovodsk, Luhansk
Bilovodsk (în ucraineană Біловодський район, transliterat: Bilovodskîi raion) este un raion în regiunea Luhansk, Ucraina. Reședința sa este așezarea de tip urban Bilovodsk.

## Demografie
Componența lingvistică a raionului Bilovodsk
     Ucraineană (84,2%)
     Rusă (15,56%)
     Alte limbi (0,1%)
Conform recensământului din 2001, majoritatea populației raionului Bilovodsk era vorbitoare de ucraineană (84,2%), existând în minoritate și vorbitori de rusă (15,56%).